# Vaccinium oxycoccos
Espèce
Synonymes
- Oxycoca vulgaris Raf.[1]
- Oxycoccus hagerupii Á. Löve & D. Löve[2] [3]
- Oxycoccus microcarpus Turcz. ex Rupr.[3]
- Oxycoccus oxycoccos (L.) MacMill.[1] [3]
- Oxycoccus palustris Pers.[2] [1] [3]
- Oxycoccus quadripetalus Gilib., nom. inval.[3]
- Oxycoccus quadripetalus Gilib.[2]
- Oxycoccus quadripetalus Schinz & Thell.[1]
- Oxycoccus vulgaris Hill[1]
- Schollera europaea Steud.[1]
- Schollera oxycoccos (L.) Roth[1]
- Schollera paludosa Baumg.[1]
- Vaccinium hagerupii (Á. Löve & D. Löve) Ahokas[3]
- Vaccinium microcarpum (Turcz. ex Rupr.) Schmalh.[3]
- Vaccinium oxycoccos var. oxycoccos[1]
- Vaccinium palustre Salisb.[3]

Vaccinium oxycoccos, de noms communs Canneberge ou Myrtille des marais, est une espèce de plantes de la famille des Ericaceae, du genre Vaccinium et du sous-genre Oxycoccos (Canneberges).

## Répartition

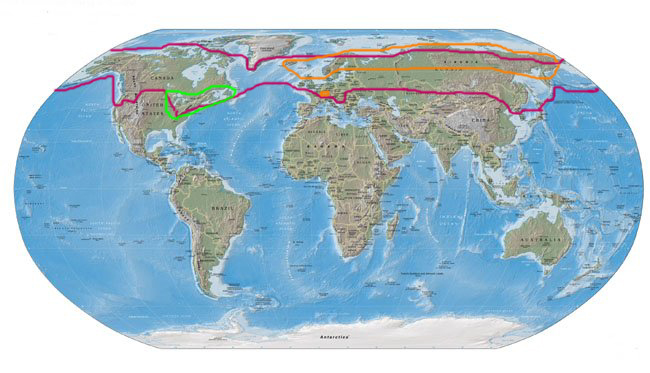
Aire de répartition des trois espèces de canneberges dans le monde.
Rouge : Vaccinium oxycoccos ; Orange : Vaccinium microcarpum ; Vert : Vaccinium macrocarpon.

## Liste des sous-espèces et variétés
Selon Tropicos (17 juin 2019) (Attention liste brute contenant possiblement des synonymes) :
- Vaccinium oxycoccos subsp. microcarpum A. Blytt
- Vaccinium oxycoccos subsp. microphyllum (Lange) Feilberg
- Vaccinium oxycoccos var. intermedium A. Gray
- Vaccinium oxycoccos var. macrophyllum
- Vaccinium oxycoccos var. microphyllum (Lange) J. Rousseau & Raymond
- Vaccinium oxycoccos var. oblongifolium Michx.
- Vaccinium oxycoccos var. ovalifolium Michx.
- Vaccinium oxycoccos var. oxycoccos